# Сето Такаюкі
Такаюкі Сето (яп. 瀬戸貴幸, нар. 5 лютого 1986, Наґоя) — японський футболіст, півзахисник клубу «Астра» (Джурджу).
Виступав, зокрема, за клуби «Астра» (Джурджу) та «Османлиспор».
Володар Кубка Румунії. 

## Ігрова кар'єра
Народився 5 лютого 1986 року в місті Наґоя.
У дорослому футболі дебютував 2007 року виступами за команду клубу «Астра» (Джурджу), в якій провів вісім сезонів, взявши участь у 254 матчах чемпіонату.  Більшість часу, проведеного у складі «Астри», був основним гравцем команди.
Своєю грою за цю команду привернув увагу представників тренерського штабу клубу «Османлиспор», до складу якого приєднався 2015 року. Відіграв за команду з Анкари наступний сезон своєї ігрової кар'єри.
До складу клубу «Астра» (Джурджу) на правах оренди повернувся на початку 2016 року.

## Статистика виступів

### Статистика клубних виступів
| Сезон                    | Команда                  | Чемпіонат                | Чемпіонат | Чемпіонат | Національний кубок | Національний кубок | Національний кубок | Континентальні кубки | Континентальні кубки | Континентальні кубки | Інші змагання | Інші змагання | Інші змагання | Усього | Усього |
| Сезон                    | Команда                  | Ліга                     | Ігор      | Голів     | Ліга               | Ігор               | Голів              | Ліга                 | Ігор                 | Голів                | Ліга          | Ігор          | Голів         | Ігор   | Голів  |
| ------------------------ | ------------------------ | ------------------------ | --------- | --------- | ------------------ | ------------------ | ------------------ | -------------------- | -------------------- | -------------------- | ------------- | ------------- | ------------- | ------ | ------ |
| 2007–08                  | «Астра» (Джурджу)        | L III                    | 33        | 7         | КР                 | 0                  | 0                  | -                    | -                    | -                    | -             | -             | -             | 33     | 7      |
| 2008–09                  | «Астра» (Джурджу)        | L II                     | 27        | 1         | КР                 | 3                  | 1                  | -                    | -                    | -                    | -             | -             | -             | 30     | 2      |
| 2009–10                  | «Астра» (Джурджу)        | L I                      | 34        | 3         | КР                 | 3                  | 0                  | -                    | -                    | -                    | -             | -             | -             | 37     | 3      |
| 2010–11                  | «Астра» (Джурджу)        | L I                      | 33        | 3         | КР                 | 1                  | 0                  | -                    | -                    | -                    | -             | -             | -             | 34     | 3      |
| 2011–12                  | «Астра» (Джурджу)        | L I                      | 33        | 1         | КР                 | 2                  | 0                  | -                    | -                    | -                    | -             | -             | -             | 35     | 1      |
| 2012–13                  | «Астра» (Джурджу)        | L I                      | 33        | 7         | КР                 | 5                  | 1                  | -                    | -                    | -                    | -             | -             | -             | 38     | 8      |
| 2013–14                  | «Астра» (Джурджу)        | L I                      | 15        | 1         | КР                 | 3                  | 0                  | ЛЄ                   | 7                    | 0                    | -             | -             | -             | 25     | 1      |
| Усього «Астра» (Джурджу) | Усього «Астра» (Джурджу) | Усього «Астра» (Джурджу) | 197       | 22        |                    | 14                 | 2                  |                      | 7                    | 0                    |               | 0             | 0             | 218    | 24     |
| Усього за кар'єру        | Усього за кар'єру        | Усього за кар'єру        | 208       | 23        |                    | 17                 | 2                  |                      | 7                    | 0                    |               | 0             | 0             | 232    | 25     |

## Титули і досягнення
- Чемпіон Румунії (1):

«Астра» (Джурджу): 2015–16
- Володар Кубка Румунії (1):

«Астра» (Джурджу): 2013–14
- Володар Суперкубка Румунії (2):

«Астра» (Джурджу): 2014, 2016
- Володар Кубка Латвії (1):

РФШ: 2019